# Canton de Saissac

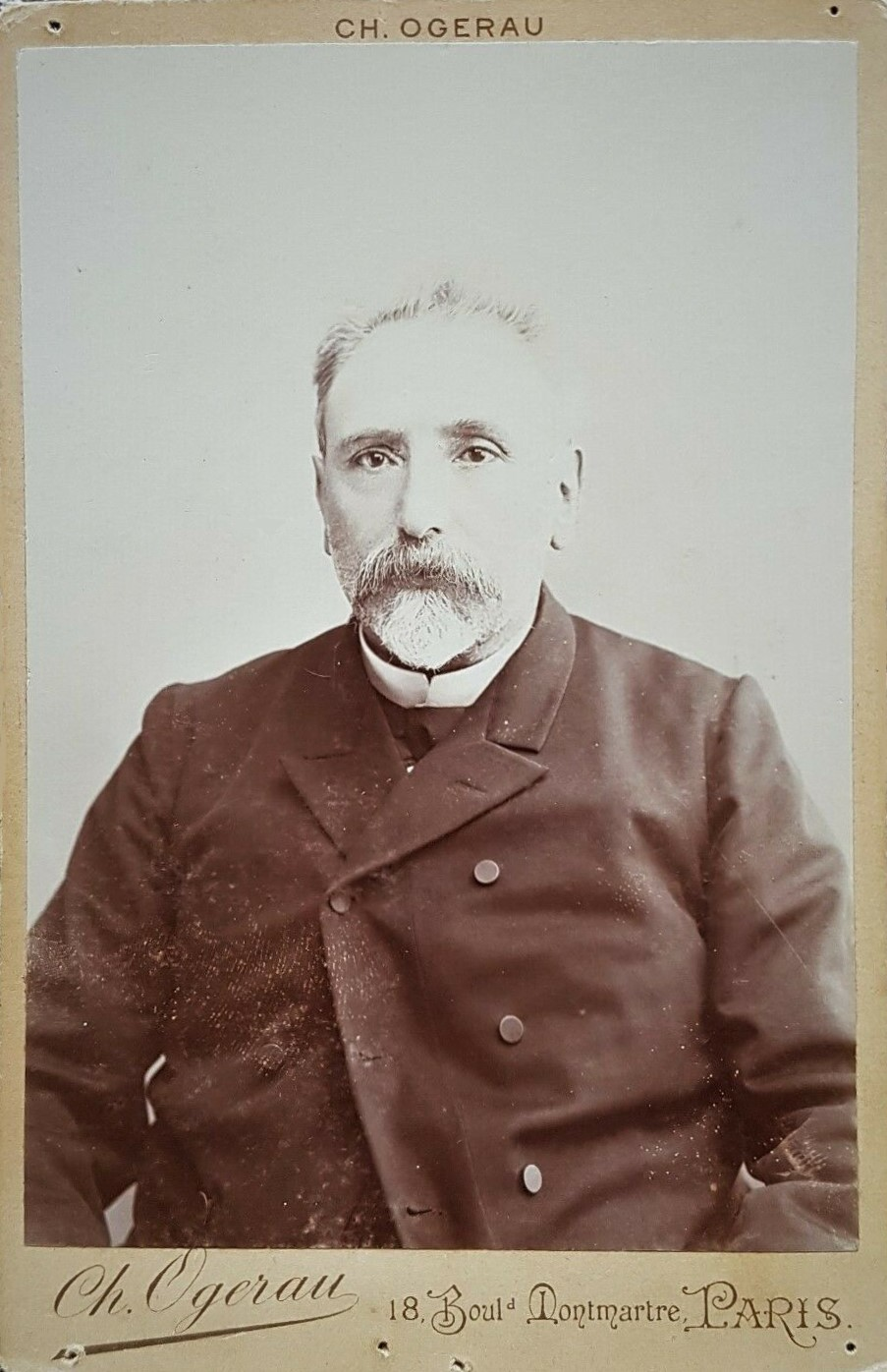
Jean Marty (1838-1916), conseiller général de 1893 à 1898. Ministre de 1893 à 1894.

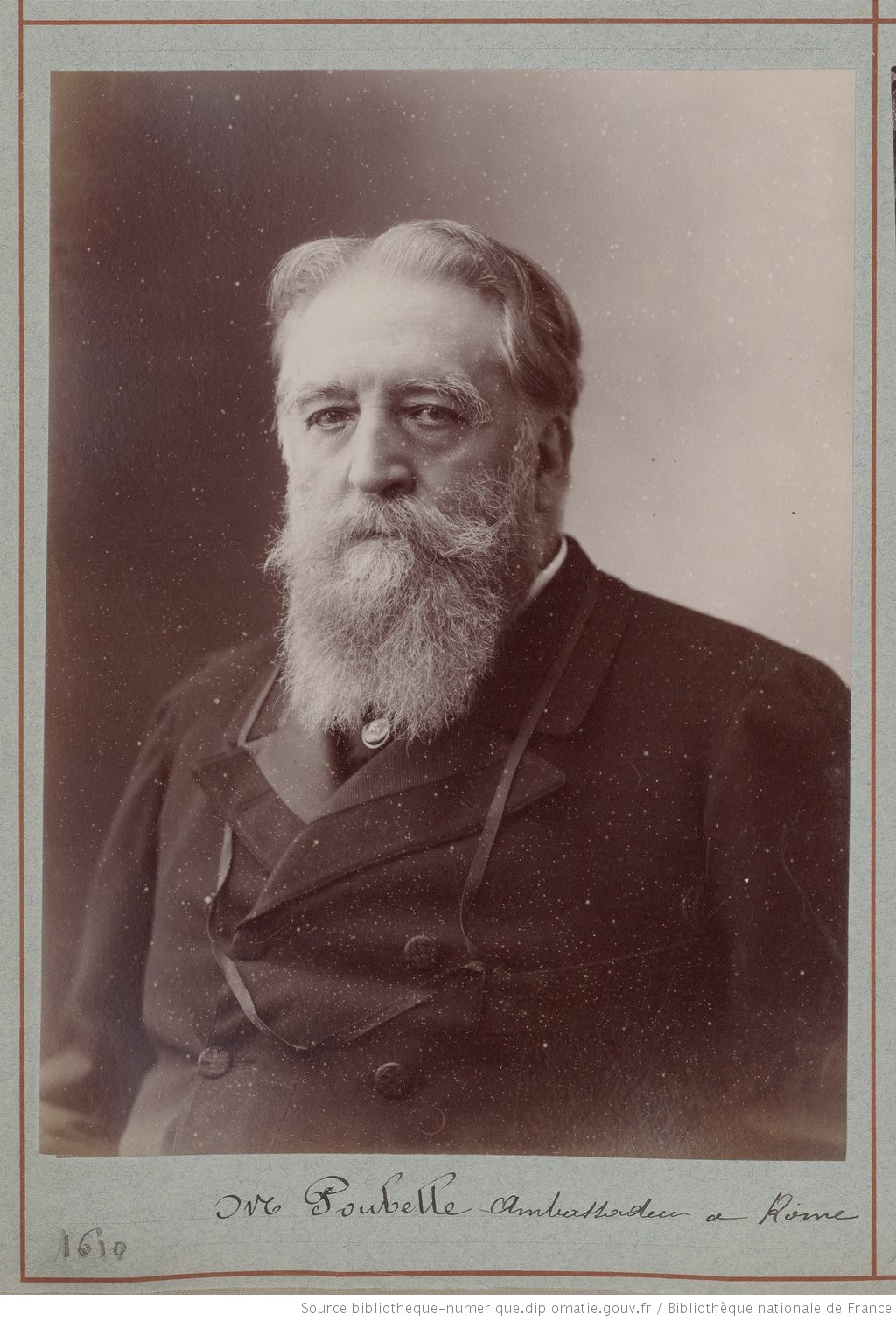
Eugène Poubelle (1831-1907), conseiller général de 1898 à 1904.

Le canton de Saissac est une ancienne division administrative française située dans le département de l'Aude et la région Languedoc-Roussillon.

## Géographie
Ce canton était organisé autour de Saissac dans l'arrondissement de Carcassonne. Son altitude variait de 166 m (Saissac) à 907 m (Cuxac-Cabardès) pour une altitude moyenne de 532 m.

## Histoire
Eugène Poubelle (1831-1907) fut le conseiller général du canton, également préfet de la Charente (1871), de Corse (1872), des Bouches-du-Rhône (1879) et de la Seine de 1883 à 1907, où il décida par arrêté que les propriétaires devaient fournir les récipients adaptés pour recevoir les ordures ménagères, son nom est entré dans le langage commun à cette occasion.
Son beau-père était Émile Lades-Gout, sénateur et conseiller général du canton, il lui succéda, après Jean Marty, le 31 juillet 1898.
À la fin de sa vie, il fut président de la Société centrale d'agriculture de l'Aude et un ardent défenseur des vins du Midi, il repose au cimetière de « Herminis » un hameau de Carcassonne, son buste est visible au musée des beaux-arts de Carcassonne.

## Représentation

### Conseillers généraux de 1833 à 2015
| Période     | Période                  | Identité                                  | Étiquette           | Qualité                                                                    |
| ----------- | ------------------------ | ----------------------------------------- | ------------------- | -------------------------------------------------------------------------- |
| 1833        | 1836                     | Jean-Antoine Embry fils (1765→1841)       |                     | Juge de paix, Maire de Cuxac-Cabardès                                      |
| 1836        | 1841                     | Paul Jean Antoine Bosc                    | Gauche libérale     | Propriétaire à Alibert, Ancien maire de Saissac Député (1828→1831)         |
| 1841        | 1848                     | Jacques Vincent Estève de Pujol           |                     | Maire de Cuxac-Cabardès                                                    |
| 1848        | 1861                     | Isidore Besaucèle                         |                     | Notaire à Saissac, conseiller d'arrondissement                             |
| 1861        | 1867                     | François Bernard Auguste Lacombe          |                     | Président du Tribunal de Carcassonne                                       |
| 1867        | 1871                     | Antoine Birotteau                         | Majorité dynastique | Avocat Maire de Carcassonne Député (1869→1870)                             |
| 1871        | 15 décembre 1893 (décès) | Émile Lades-Gout                          | Gauche              | Avocat, Sénateur de l'Aude (1885→1893) Propriétaire à Saint-Denis          |
| 4 mars 1894 | 1898                     | Jean Marty                                | Républicain         | Avocat Député (1885→1898) Ministre du Commerce (1893→1894)                 |
| 1898        | 1904                     | Eugène Poubelle (gendre de M. Lades-Goût) | Républicain         | Ancien Préfet de Paris, Ambassadeur au Vatican, Propriétaire à Saint-Denis |
| 1904        | 1919                     | Achille Crouzet                           | Républicain         | Docteur en Médecine, Maire de Cuxac-Cabardès, Conseiller d'arrondissement  |
| 1919        | 1940                     | Charles Rives                             | Rad.                | Propriétaire, agriculteur, Maire de Cuxac-Cabardès (1911→1953)             |
|             |                          |                                           |                     |                                                                            |
| 1945        | 1953 (décès)             | Charles Rives                             | Rad.                | Maire de Cuxac-Cabardès                                                    |
| 1953        | 1976                     | Victor Bonnafous                          | SFIO puis DVD       | Imprimeur, Maire de Fontiers-Cabardès (1943→1989)                          |
| 1976        | 2009 (décès)             | Paul Durand                               | PS                  | Directeur d'école, Maire de Saissac (1968→2009)                            |
| mars 2009   | 2015                     | Aline Jalabert                            | DVG                 | Responsable Service d'aide à domicile Suppléante de Paul Durand            |

### Conseillers d'arrondissement (de 1833 à 1940)
Le canton de Saissac avait deux conseillers d'arrondissement.
| Période                                  | Période          | Identité          | Étiquette | Qualité |
| ---------------------------------------- | ---------------- | ----------------- | --------- | --- |
| 1833                                     | 1842             | Jean Polère       |           | Maire de Saint-Denis                                                                                        |
| 1842                                     | 1848             | Isidore Besaucèle |           | Notaire à Saissac                                                                                           |
|                                          |                  |                   |           | |
| 1855                                     | 1884 (démission) | Léon Abrial       |           | Maire de Cuxac-Cabardès                                                                                     |
|                                          |                  |                   |           | |
| 1889                                     | 1898             | Léopold Polère    | Modéré    | Maire de Saint-Denis                                                                                        |
| 1901                                     |                  | Achille Crouzet   | Soc.ind.  | Docteur en médecine, Cuxac-Cabardès                                                                         |
| 1901                                     | 1907             | M. Ferriol        | Rad.ind.  | |
| 1907                                     |                  | Eugène Limouzy    | Radical   | Maire de Saissac                                                                                            |
|                                          | 1940             | Dominique Saïsset | Radical   | Conseiller municipal de Saissac                                                                             |
| 1940                                     |                  |                   |           | Les conseils d'arrondissement ont été suspendus par la loi du 12 octobre 1940 et n'ont jamais été réactivés |
| Les données manquantes sont à compléter. |                  |                   |           | |

## Composition
Le canton de Saissac regroupait huit communes.
| Nom                  | Code Insee | Intercommunalité        | Superficie (km2) | Population (dernière pop. légale) | Densité (hab./km2) |
| -------------------- | ---------- | ----------------------- | ---------------- | --------------------------------- | ------------------ |
| Saissac (chef-lieu)  | 11367      | CC de la Montagne Noire | 57,03            | 924 (2014)                        | 16                 |
| Brousses-et-Villaret | 11052      | CC de la Montagne Noire | 11,16            | 346 (2014)                        | 31                 |
| Cuxac-Cabardès       | 11115      | CC de la Montagne Noire | 25,06            | 909 (2014)                        | 36                 |
| Fontiers-Cabardès    | 11150      | CC de la Montagne Noire | 8,46             | 445 (2014)                        | 53                 |
| Fraisse-Cabardès     | 11156      | CC de la Montagne Noire | 7,13             | 107 (2014)                        | 15                 |
| Lacombe              | 11182      | CC de la Montagne Noire | 14,99            | 164 (2014)                        | 11                 |
| Laprade              | 11189      | CC de la Montagne Noire | 4,61             | 77 (2014)                         | 17                 |
| Saint-Denis          | 11339      | CC de la Montagne Noire | 8,21             | 524 (2014)                        | 64                 |

## Démographie
| 1962  | 1968  | 1975  | 1982  | 1990  | 1999  | 2006  | 2011  | 2012  |
| ----- | ----- | ----- | ----- | ----- | ----- | ----- | ----- | ----- |
| 2 776 | 2 466 | 2 424 | 2 519 | 2 775 | 3 100 | 3 429 | 3 450 | 3 464 |